# Église Saint-Léon de Paris
Pour les articles homonymes, voir Église Saint-Léon.
L'église Saint-Léon est une église paroissiale située dans le 15e arrondissement de Paris, place du Cardinal-Amette. Elle porte le nom du pape Léon le Grand, en mémoire de Léon Thélier, mari de la donatrice qui a permis l'érection de l'église, et de son fils Marcel Thélier, jésuite, mort pour la France.

## Histoire
La première pierre a été consacrée, le 15 octobre 1924, par le cardinal Louis Dubois, archevêque de Paris, accompagné de Paul-Louis Touzé, curé de la paroisse Saint-Jean-Baptiste de Grenelle dont dépendait la nouvelle église. La première messe est célébrée par Louis Fillon, administrateur de la paroisse, le 30 octobre 1925, dans la seule nef latérale achevée. À l'achèvement des trois nefs, le cardinal Dubois revient pour bénir l'église le 14 mai 1926. Le 29 juin 1926, la paroisse Saint-Léon est érigée comme paroisse indépendante de Saint-Jean-Baptiste de Grenelle.
L'église est complétée par un presbytère (1, place du cardinal Amette), béni par le cardinal Dubois, le 1er mai 1927, et une maison des œuvres (11, place du cardinal Amette), bénie par Mgr Georges Audollent, évêque de Blois, le 25 novembre 1928. C'est la première maison des œuvres construite à Paris. Elle comprend notamment un théâtre de 700 places, une salle de catéchisme de 150 places et 9 salles paroissiales.

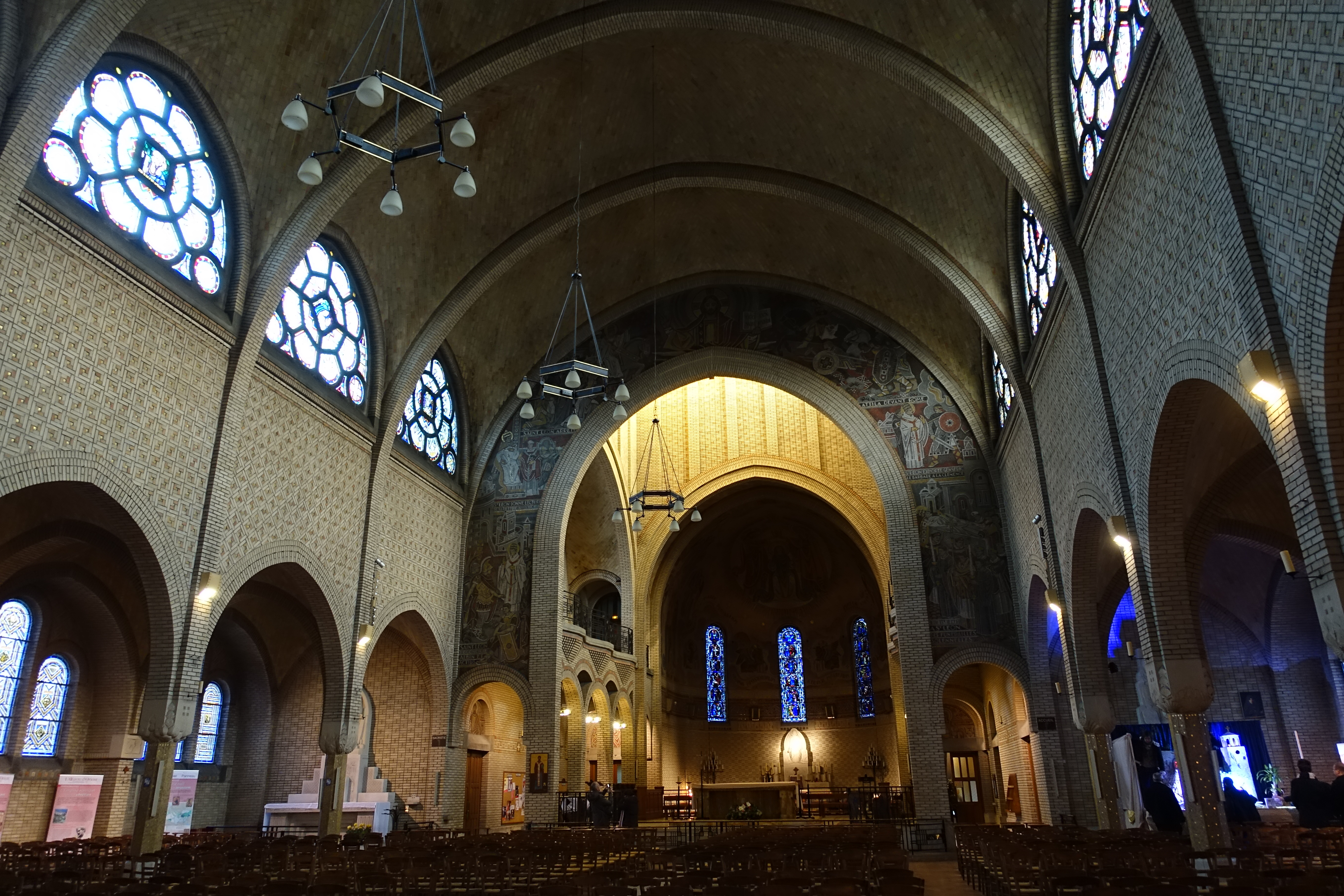
La nef et le chœur.

L'abside fut inaugurée le 28 octobre 1930 par le cardinal Jean Verdier, archevêque de Paris. Cette abside est complétée par une crypte, deux tribunes, deux sacristies et des logements pour le personnel. Le 12 juin 1932, le cardinal Verdier revient pour bénir et poser la première pierre de la façade et du clocher. Les cinq cloches : Françoise, Jeanne, Marie (« espérer ») ; Marie, Pierre, Jeanne, Raymonde, Adrienne (« remercier ») ; Marie-Louise, Agnès, Claire, Colette, Marthe (« Un seul cœur, une seule âme ») ; Jeanne, Louise, Paul, Georgette (« agir ») ; Léone, Jeanne (« prier ») sont bénies par le cardinal Verdier le 22 janvier 1933.
Le maître-autel est consacré, le 17 novembre 1935, par Louis Fillon, archevêque de Bourges et premier curé de la paroisse. Enfin, la période de la construction de l'église s'achève avec la cérémonie de la dédicace le 9 mars 1947. C'est le cardinal Emmanuel Suhard, archevêque de Paris, qui préside cette célébration qui dure plus de six heures et durant laquelle il oint les douze croix de consécration.
Le dispensaire paroissial « La Goutte de lait » est totalement reconstruit et inauguré le 1er novembre 1953 par le cardinal Maurice Feltin, archevêque de Paris. Le cardinal Feltin revient le 20 septembre 1959 pour bénir la chapelle des catéchismes construite sur les plans de Jacques de Brauer, pour accueillir 800 enfants ou 600 adultes. Ce bâtiment de 1 850 m2 construit sur cour avec un large préau comprend également 380 m2 de locaux scouts et une salle de sport de 33x16 m pour le volley-ball ou le basket-ball.
En 2022, la crypte héberge les offices de la paroisse Saint-Séraphin-de-Sarov, dont l'église vient d'être ravagée par un incendie.

## Architecture
L'église a été dessinée par Émile Brunet. Elle est construite en béton couvert de brique. La décoration d'inspiration Art déco (vitraux, mosaïques, sculptures, ferronnerie) est caractéristique des années 1930 et 1940. Les chapiteaux sont sculptés par Pierre Seguin,,. La mosaïque est l’œuvre de Auguste Labouret. Le maître-autel et la chaire ont été perdus. Les vitraux de l'abside de 1930 (sur le thème des mystères du rosaire) et des bas-côtés (qui représentent les sacrements et instruments de la Passion) sont l'œuvre de Louis Barillet. Les reliefs ont été créées par Henri Bouchard et Auguste Cornu, et les ferronneries sont l'œuvre de Raymond Subes. L'église possède un orgue de 32 jeux, acheté à Dole et béni par le cardinal Emmanuel Suhard, archevêque de Paris le 24 octobre 1948.

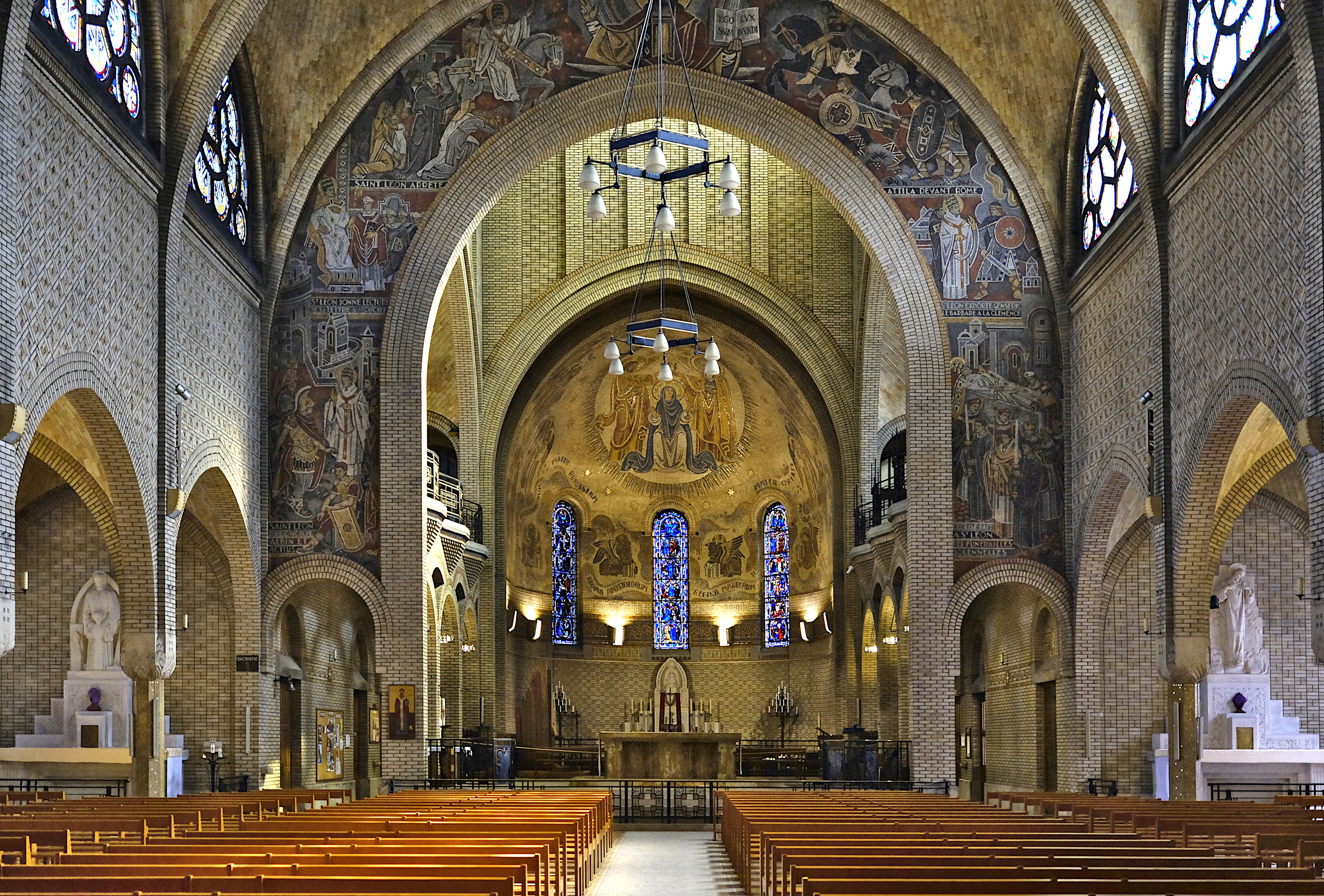
Nef et choeur.
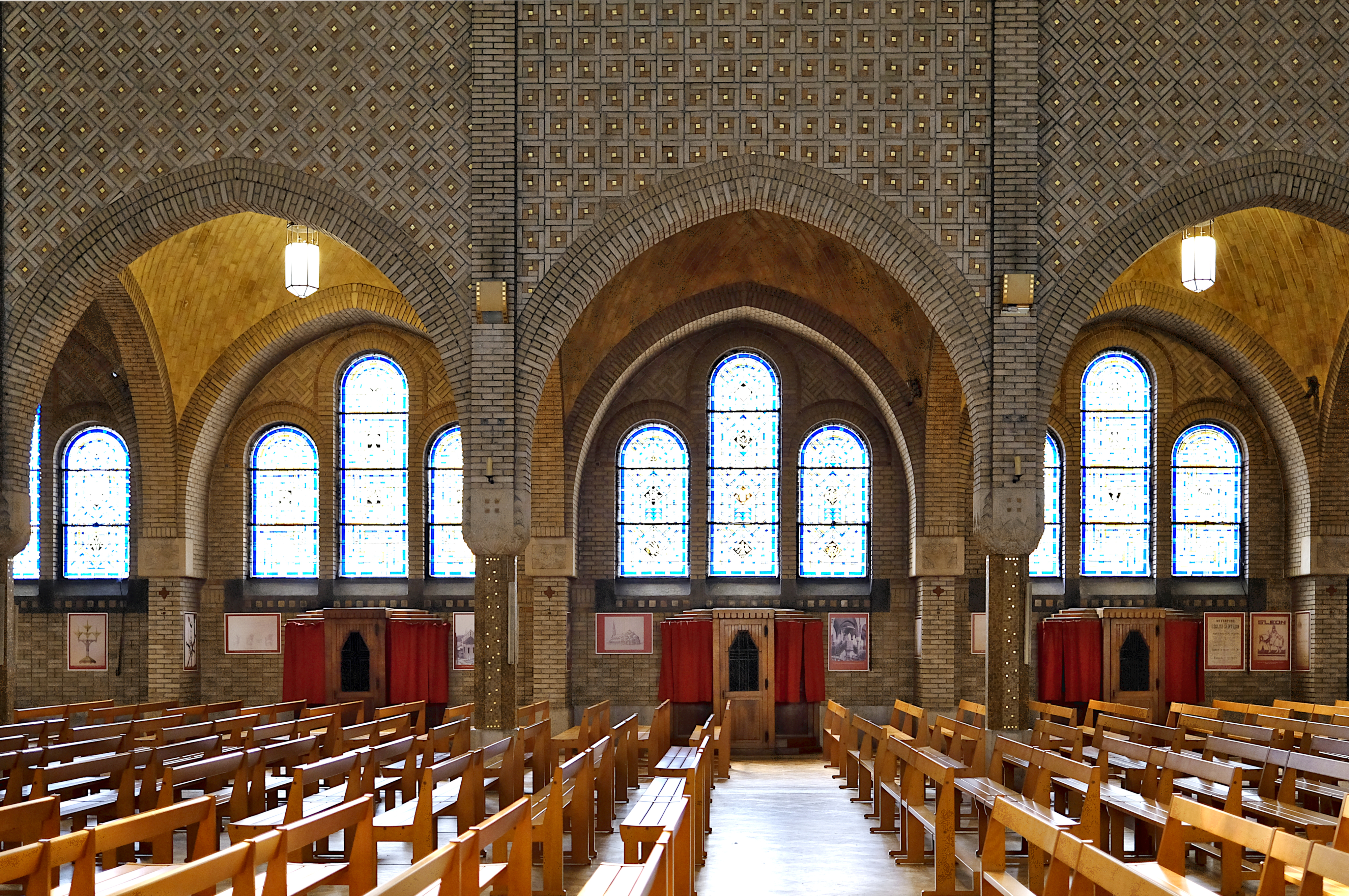
Travées.
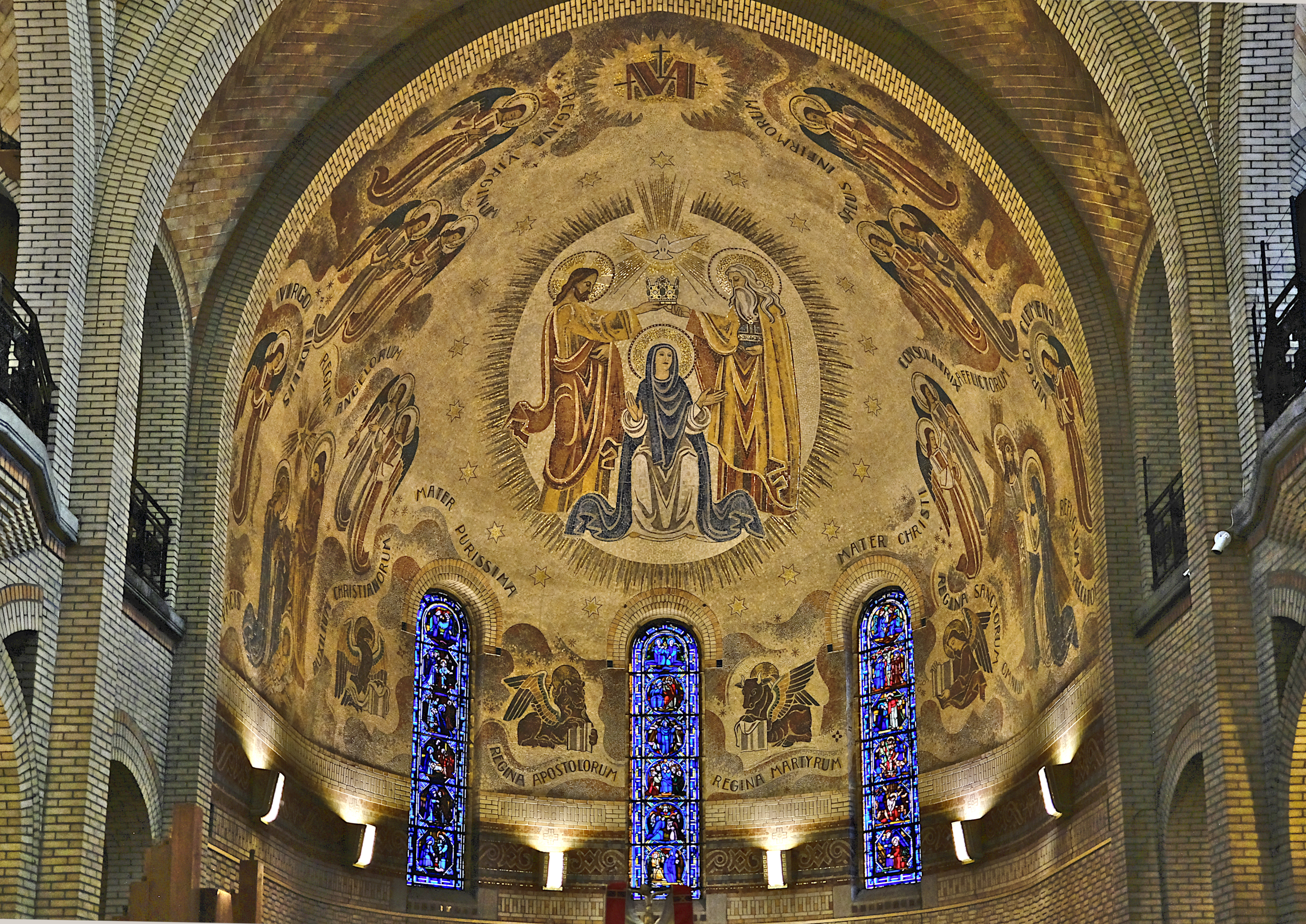
Abside décorée.
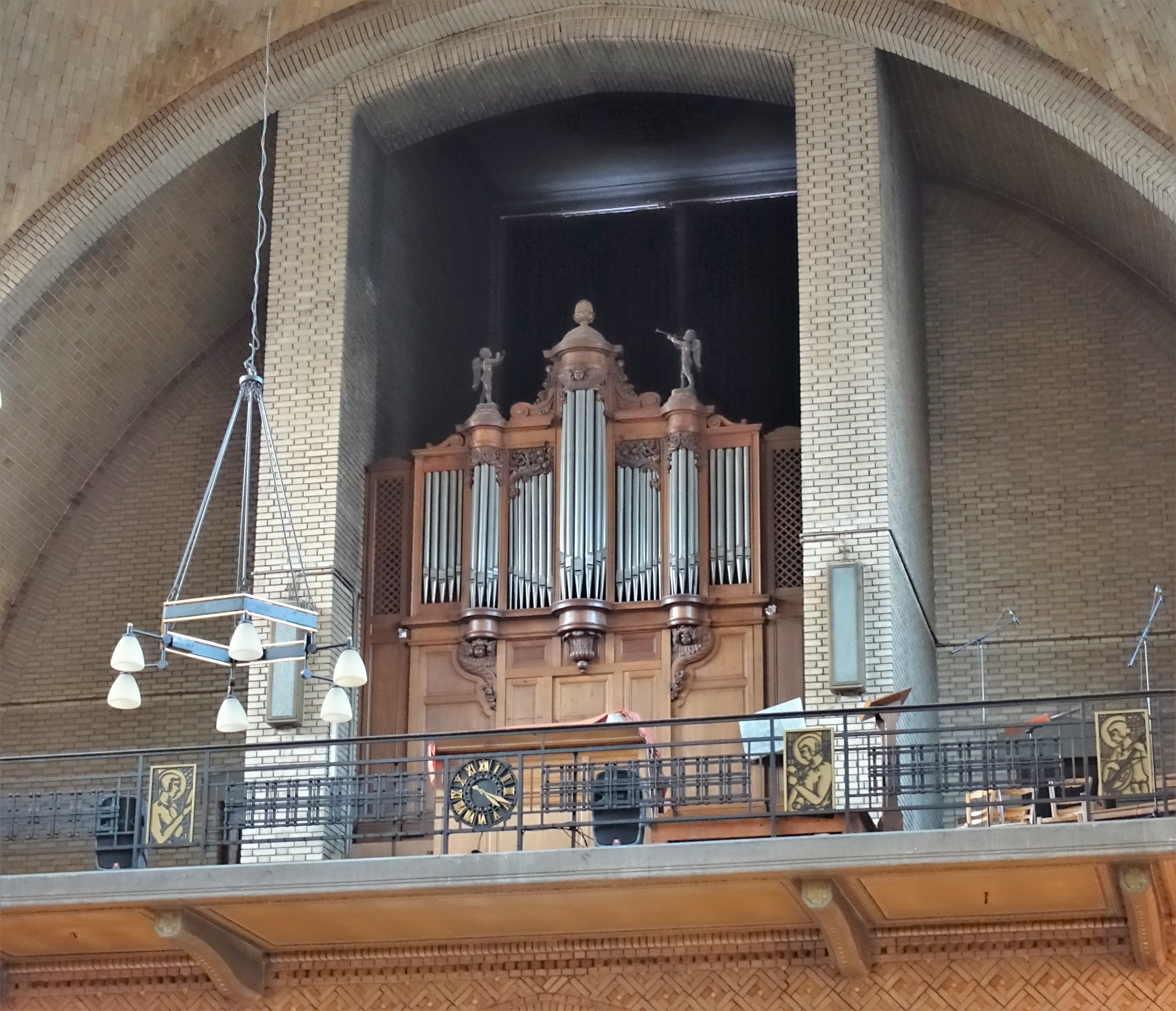
L'orgue de tribune.
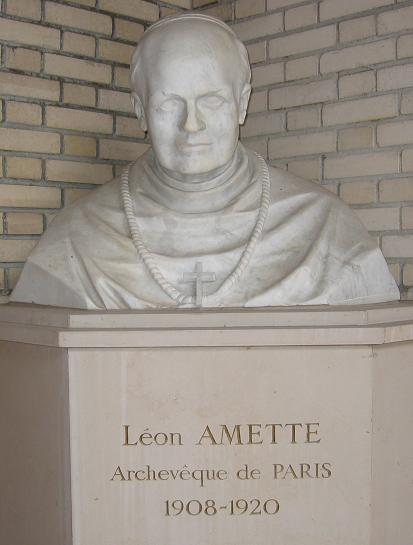
Buste du cardinal Amette.
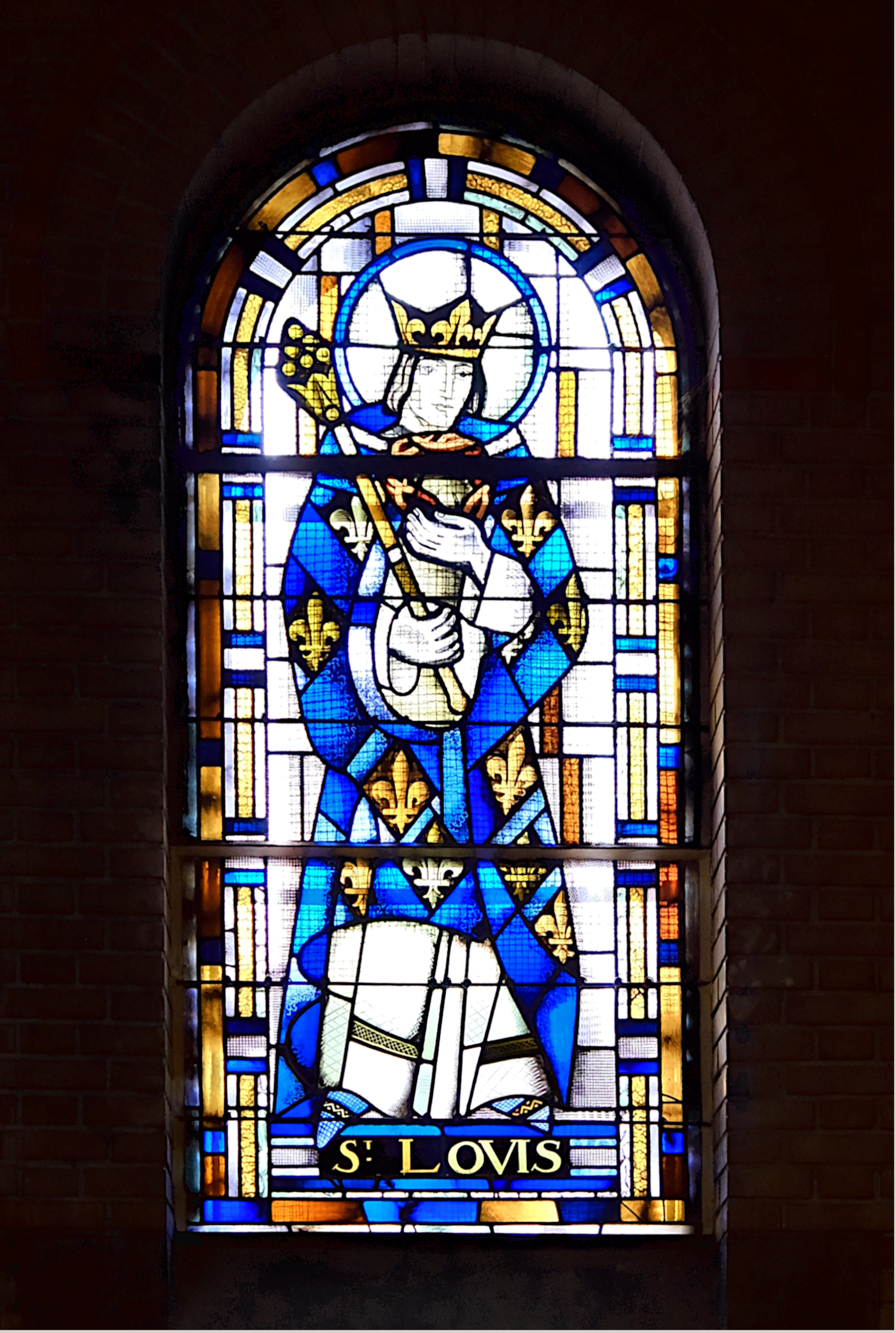
Vitrail.

Elle est classée Patrimoine du XXe siècle en 2011, puis Patrimoine d'intérêt régional en avril 2021.
Un buste du cardinal Amette est installé à l'entrée de l'église.

## Curés de la paroisse
- 1926-1929 : Louis Fillon (1877-1943), devenu évêque de Langres en 1929, puis archevêque de Bourges en 1934
- 1929-1964 : chanoine Louis Maury (1880-1966)
- 1964-1976 : Georges Petit (1905-1998)
- 1976-1984 : André Mathé (1913-2016)
- 1984-1996 : Paul Bouqueau (1925)
- 1996-2003 : Jacques Vallet (1947)
- 2003-2012 : Bruno Lefèvre Pontalis (1956)
- 2013-2023 : Emmanuel Schwab (1960)
- depuis 2023: Denis Metzinger

## Accès
Ce site est desservi par les stations de métro Dupleix et La Motte-Picquet - Grenelle.